# 伊尼 (上索恩省)
伊尼（法語：Igny，法語發音：[iɲi] ⓘ）是法国上索恩省的一个市镇，属于沃苏勒区。

## 地理
伊尼（47°28'44"N, 5°45'44"E）面积10.03 平方千米，位于法国勃艮第-弗朗什-孔泰大區上索恩省，该省份为法国东部内陆省份，北起顺时针与孚日省、贝尔福地区省、杜省、汝拉省、科多尔省和上马恩省接壤。
与伊尼接壤的市镇（或旧市镇、城区）包括：圣雷娜、昂日雷、博热-圣瓦利耶-皮埃尔瑞和基特尔、索维涅莱格雷、瑟沃-莫泰。
伊尼的时区为UTC+01:00、UTC+02:00（夏令时）。

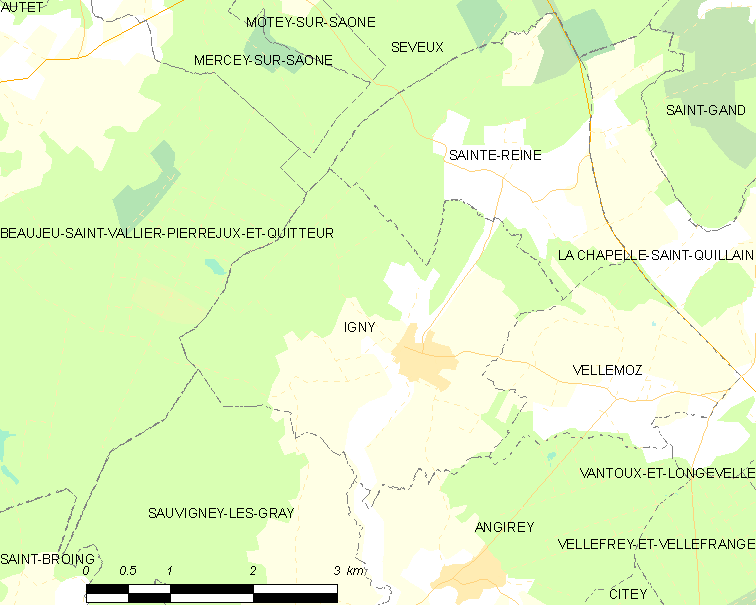
伊尼的OSM定位图

## 行政
伊尼的邮政编码为70700，INSEE市镇编码为70289。

## 政治
伊尼所属的省级选区为格雷县。

## 人口

1962-2008年间伊尼人口变化图示

伊尼于2022年1月1日时的人口数量为208人。